# Fortuna Sittard
Fortuna Sittard (phát âm tiếng Hà Lan: [fɔrˈtynaː ˈsɪtɑrt]; tiếng Limburg: Fortuna Zitterd) là một câu lạc bộ bóng đá chuyên nghiệp ở Sittard, Hà Lan. Câu lạc bộ hiện đang thi đấu tại Eredivisie với sân nhà là sân vận động Fortuna Sittard có sức chứa 12.500 chỗ ngồi. Câu lạc bộ được thành lập thông qua việc sáp nhập các câu lạc bộ cũ Fortuna 54 và Sittardia, được sáp nhập thành Fortuna Sittardia Combinatie vào ngày 1 tháng 7 năm 1968.

## Danh hiệu
- KNVB Cup
  - Vô địch: 1956–57, 1963–64
  - Á quân: 1983–84, 1998–99
- Eerste Divisie
  - Vô địch: 1958–59, 1963–64, 1965–66, 1994–95
  - Thăng hạng: 1981–82, 2017–18

## Cầu thủ

### Đội hình hiện tại
Tính đến ngày 5/9/2024.
Ghi chú: Quốc kỳ chỉ đội tuyển quốc gia được xác định rõ trong điều lệ tư cách FIFA. Các cầu thủ có thể giữ hơn một quốc tịch ngoài FIFA.
| Số | VT | Quốc gia               | Cầu thủ                |
| -- | -- | ---------------------- | ---------------------- |
| 1  | TM | Hà Lan                 | Luuk Koopmans          |
| 4  | HV | Bỉ                     | Shawn Adewoye          |
| 5  | HV | Áo                     | Darijo Grujcic         |
| 6  | HV | Hà Lan                 | Syb van Ottele         |
| 7  | TĐ | Thụy Điển              | Kristoffer Peterson    |
| 8  | TV | Hà Lan                 | Jasper Dahlhaus        |
| 9  | TĐ | Hà Lan                 | Kaj Sierhuis           |
| 10 | TV | Croatia                | Alen Halilović         |
| 11 | TĐ | Pháp                   | Makan Aïko             |
| 12 | HV | Bồ Đào Nha             | Ivo Pinto (đội trưởng) |
| 14 | HV | Brasil                 | Rodrigo Guth           |
| 17 | TĐ | Thổ Nhĩ Kỳ             | Onur Demir             |
| 22 | TV | Cộng hòa Dân chủ Congo | Samuel Bastien         |
| 23 | TV | Cabo Verde             | Alessio da Cruz        |

| Số | VT | Quốc gia             | Cầu thủ                                |
| -- | -- | -------------------- | -------------------------------------- |
| 27 | TĐ | Hà Lan               | Sjors-Lowis Hermsen                    |
| 28 | TĐ | Croatia              | Josip Mitrović                         |
| 31 | TM | Hà Lan               | Mattijs Branderhorst (mượn từ Utrecht) |
| 32 | TV | Pháp                 | Loreintz Rosier                        |
| 35 | HV | Hà Lan               | Mitchell Dijks                         |
| 38 | TV | Hà Lan               | Tristan Schenkhuizen                   |
| 50 | TĐ | Croatia              | Ante Erceg                             |
| 71 | TM | Hà Lan               | Ramazan Bayram                         |
| 77 | TV | Bosna và Hercegovina | Luka Tunjić                            |
| 80 | TV | Thụy Sĩ              | Ryan Fosso                             |
| —  | HV | Thổ Nhĩ Kỳ           | Baran Yılmaz                           |
| —  | TV | Argentina            | Ezequiel Bullaude (mượn từ Feyenoord)  |
| —  | TĐ | Bồ Đào Nha           | Úmaro Embaló                           |

### Cho mượn
Ghi chú: Quốc kỳ chỉ đội tuyển quốc gia được xác định rõ trong điều lệ tư cách FIFA. Các cầu thủ có thể giữ hơn một quốc tịch ngoài FIFA.
| Số | VT | Quốc gia | Cầu thủ                              |
| -- | -- | -------- | ------------------------------------ |
| —  | HV | Hà Lan   | Robyn Esajas (tại MVV đến 30/6/2025) |
| —  | HV | Pháp     | Rémy Vita (tại Amiens đến 30/6/2025) |

| Số | VT | Quốc gia | Cầu thủ                                                |
| -- | -- | -------- | ------------------------------------------------------ |
| —  | TĐ | Algérie  | Mouhamed Belkheir (tại RAAL La Louvière đến 30/6/2025) |
| —  | TĐ | Bỉ       | Milan Robberechts (tại RSCA Futures đến 30/6/2025)     |

## Ban huấn luyện
| Chức vụ                  | Tên                                            |
| ------------------------ | ---------------------------------------------- |
| Huấn luyện viên trưởng   | Danny Buijs                                    |
| Trợ lý HLV trưởng        | Adrie Poldervaart Stijn Kuijpers Roy de Decker |
| Huấn luyện viên tiền đạo | Toon Oijstra                                   |
| Nhà vật lý trị liệu      | Jeroen Dieteren Martijn Smeets                 |
| Quản lý đội              | Danny van der Weerden                          |
| Bác sĩ câu lạc bộ        | Robert van Gool                                |
| Quản lý vật tư           | Ronald Ronken                                  |
| Nhà phân tích video      | Tjerk van Eggelen                              |